# 墜入情網 -Fall in love-
《墜入情網 -Fall in love-》，是日本女歌手小林明子的出道單曲。1985年8月31日發行。這首歌使小林明子一舉成名，也是她其中一首代表作，是1980年代愛情歌曲的經典。
歌曲是同年熱門TBS電視劇《給星期五的妻子們》的主題曲，單曲中的兩首歌都是由小林明子親自作曲，由湯川麗子填詞。單曲一發行即引起熱潮，因為歌曲中簡單而美妙的旋律和格律就刻畫了女性愛情時細膩的悲傷心情；其中，「I'm just a woman fall in love.」是最廣為人知的歌詞。而且，歌曲中描寫的不僅僅是普通的女性愛慕男性的故事，而是女性愛上有妻室的男人——男人在平日下班後都只能回家，只有星期五才能以消遣、應酬為借口不歸家而去陪伴情人，所以她們只能做「星期五的妻子」。
單曲發行後曾經七次登上Oricon週榜冠軍、兩次Oricon月榜冠軍，在發行當年的1985年的單曲銷量榜上排行第3。而且長賣不衰，在1986年仍然成為年度單曲銷量榜第6。小林明子也因此獲得第27回日本唱片大賞新人賞。
歌曲被多人翻唱過，其中最出名的是2007年男歌手德永英明在《VOCALIST 3》中的翻唱。
歌曲也曾被多次翻唱成華語，台灣的女歌手鳳飛飛、金瑞瑤都曾經演繹過不同的版本。最成功的華語翻唱是1985年香港歌手張國榮和陳潔靈的合唱情歌《誰令你心癡》。

## 收錄曲目
1. 墜入情網 -Fall in love-
  - 作詞：湯川麗子；作曲：小林明子；編曲：萩田光雄（日语：萩田光雄）
2. 夏天結束
  - 作詞：湯川麗子；作曲：小林明子；編曲：萩田光雄